# Bogdan Bogdanović
Bogdan Bogdanović (serbisch-kyrillisch Богдан Богдановић; * 20. August 1922 in Belgrad, Königreich der Serben, Kroaten und Slowenen; † 18. Juni 2010 in Wien, Österreich) war ein jugoslawisch-serbischer Architekt, Stadttheoretiker und Essayist. Er war Autor zahlreicher Publikationen zur Architektur von Städten, insbesondere über mythische und symbolische Aspekte, und verfasste zahlreiche Beiträge in internationalen Medien (El País, Svenska Dagbladet, Die Zeit u. a.).

## Leben

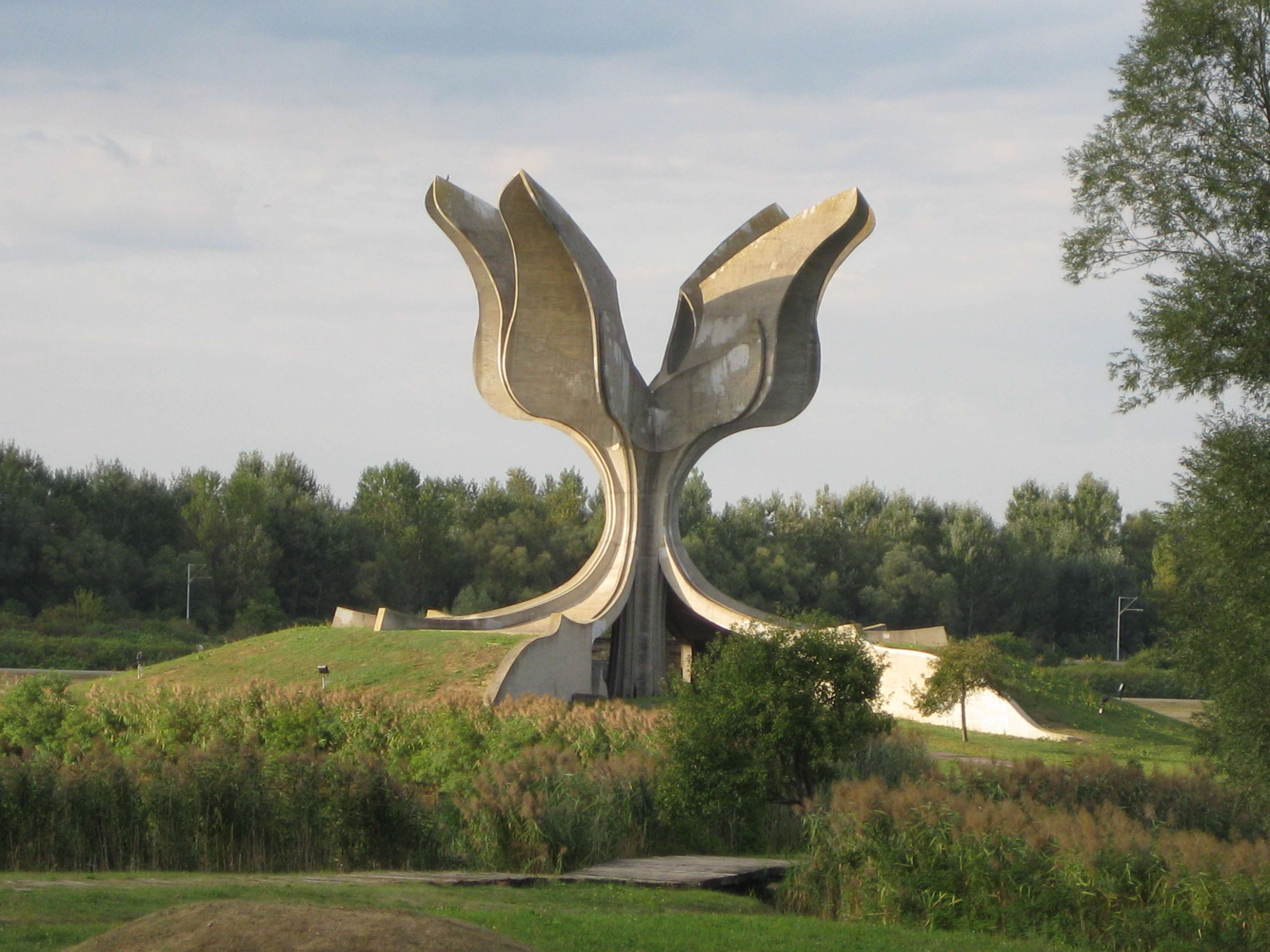
Steinerne Blume von Bogdan Bogdanović in der Gedenkstätte des KZ Jasenovac

Nach dem Ende des Zweiten Weltkrieges, an dem er auf der Seite der jugoslawischen Partisanen teilnahm, studierte Bogdanović Architektur und arbeitete zunächst als Assistent am Lehrstuhl für Urbanistik der Universität Belgrad. 1951 gewann er einen Wettbewerb zur Errichtung eines Denkmals auf dem sephardischen Friedhof in Belgrad und schuf damit die erste von insgesamt rund 20 Gedenkstätten, die er bis in die 1980er Jahre in ganz Jugoslawien realisierte. Zu seinen bekanntesten Werken zählt die monumentale Betonskulptur „Steinerne Blume“ im Jasenovac-Gedenkpark (1966), die auch internationale Beachtung fand.
Die Arbeit an dem Denkmal auf dem Belgrader sephardischen Friedhof (1951–1952) erwies sich als bedeutsam für Bogdanovićs weiteres Werk. Zwar selbst nicht gläubig, begann er sich dafür mit der jüdischen Symbollehre und der Kabbala auseinanderzusetzen, was sein von Metaphysik und Surrealismus geprägtes weiteres Schaffen beeinflusste („Ich kann also sagen, dass ich durch meine Beschäftigung mit der jüdischen Esoterik anfing, vieles zu sehen, das später meine ganze Arbeit und, wenn Sie so wollen, auch mein Leben stark beeinflusst hat.“). Mit seinem Stil stand er im Widerspruch zum auch in Jugoslawien bis in die 1960er-Jahre vorherrschenden Sozialistischen Realismus, wurde aber von der Partei- und Staatsführung um Josip Broz Tito, auch um den eigenständigen Weg des Landes im Gegensatz zur Sowjetunion zu unterstreichen, immer wieder unterstützt.
Politisch war er, seit seiner Zeit bei den Partisanen Mitglied der Kommunistischen Partei, in seinen eigenen Worten „ein schlechter Kommunist, aber mit Überzeugung – ein überzeugter Linker“. Zwar fand er sich zunehmend in Opposition zur immer nationalistischer agierenden Staatsführung, wurde aber 1982, auf Initiative des damaligen Parteivorsitzenden der Kommunistischen Partei Serbiens Ivan Stambolić, dennoch Bürgermeister von Belgrad.
Mit dem Machtantritt von Slobodan Milošević Ende der 1980er-Jahre und dem damit verbundenen sich ausbreitenden Nationalismus in Jugoslawien zog sich Bogdanović in die Dissidenz zurück und legte 1987, nachdem er in einem 60-seitigen offenen Brief Milošević und dessen Anhänger als engstirnige Kriegstreiber bezeichnet hatte, alle offiziellen Ämter zurück. Nach dem Ausbruch der Jugoslawienkriege Anfang der 1990er-Jahre, und auf Grund seiner regimekritischen Äußerungen zunehmend Anfeindungen ausgesetzt, ging er 1993 zusammen mit seiner Frau Ksenija ins Exil. Zunächst reisten sie nach Paris, wo es bereits einen „Belgrader Kreis“ jugoslawischer Emigranten gab. Diese Gruppe war allerdings stark nationalistisch geprägt, weshalb die Eheleute eine Alternative suchten. Auf Einladung von Milo Dor, eines Jugendfreundes von Bogdan Bogdanović, kamen sie schließlich nach Wien, wo in den folgenden Jahren mehrere seiner Bücher in deutscher Sprache erschienen. Im Juni 2010 erlag er in einem Wiener Spital den Folgen eines Herzinfarktes.

## Lehrtätigkeit
Ab 1964 lehrte Bogdanović als Professor an der Fakultät für Architektur der Universität Belgrad und leitete sie ab 1970 als Dekan. Daneben war er zeitweilig Vorsitzender des jugoslawischen Architektenverbands und Mitglied der Serbischen Akademie der Wissenschaften und Künste. Als Dekan versuchte er eine Reform der Architekturausbildung durchzusetzen, wurde aber noch vor deren Realisierung von der Partei zum Rücktritt gezwungen. Er verlegte seinen Unterricht daraufhin ganz in eine leerstehende Dorfschule in der Nähe von Belgrad, wo er bereits seit 1976 mit seiner „Philosophie der Architektur“ ein Alternativprojekt zu verwirklichen versuchte. Auch diese alternative Architekturausbildung wurde von den Machthabern allerdings zunehmend angefeindet. 1981 trat er aus Protest gegen die politische Führung demonstrativ aus der Akademie aus.

## Bauwerke

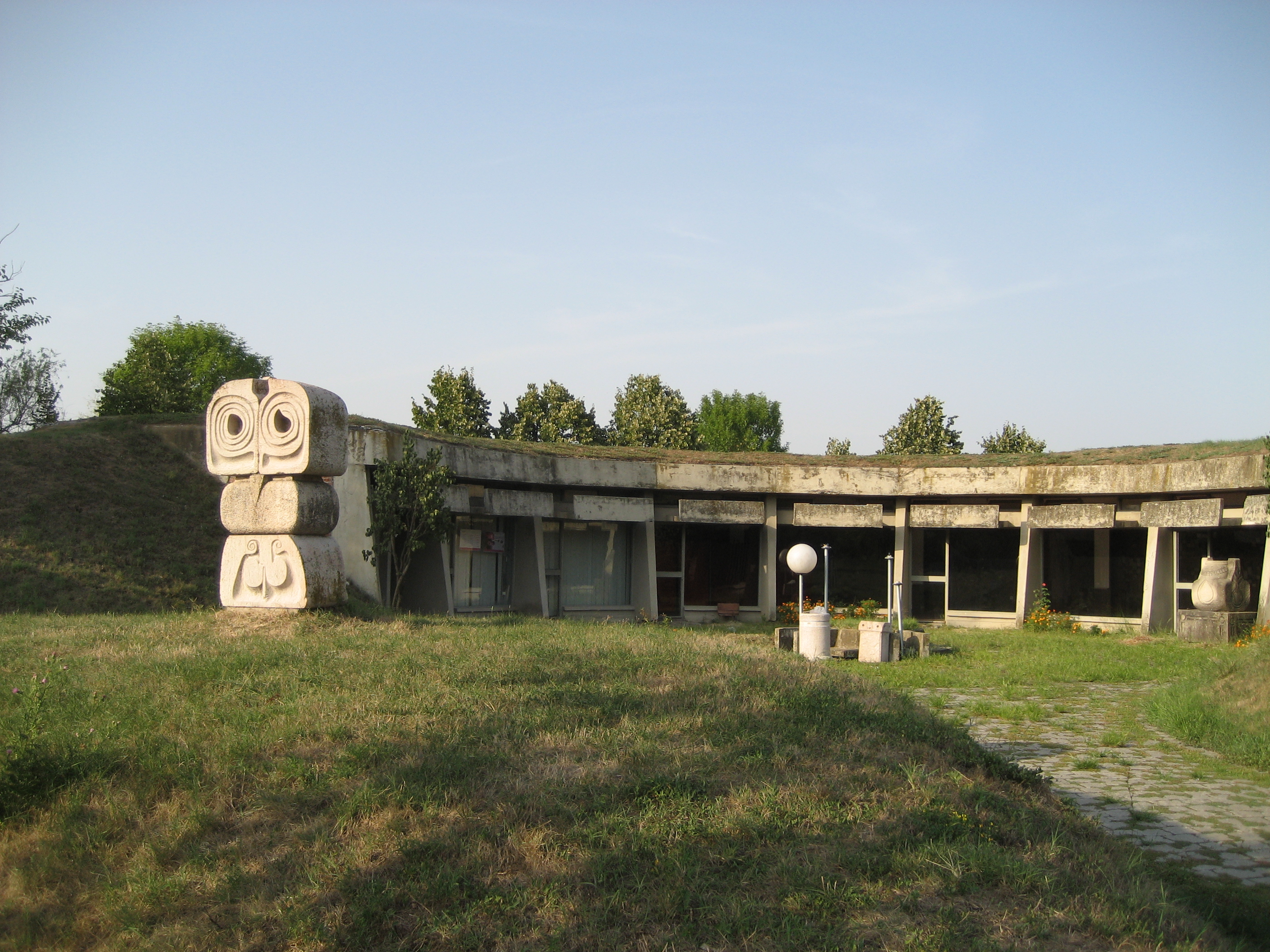
Gedenkfriedhof Slobodište

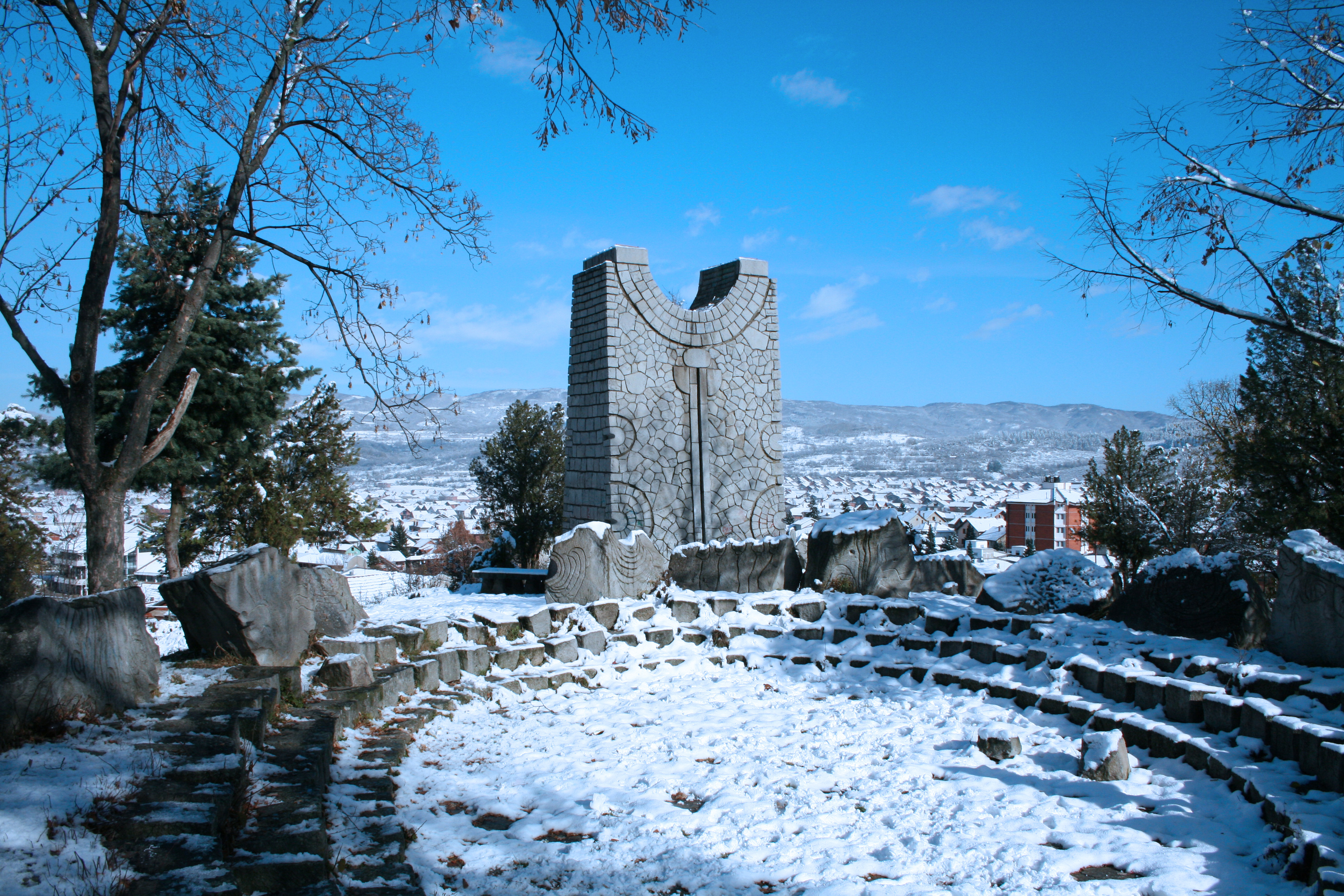
Denkmal für die gefallenen Kämpfer der Revolution, Vlasotince

In der Zeit zwischen 1952 und 1981 entwarf Bogdan Bogdanović mehr als 20 Denkmäler und Gedenkstätten gegen Faschismus und Militarismus, die in allen Republiken Jugoslawiens gebaut wurden. Diese Werke resultierten direkt aus seiner persönlichen Erfahrung mit dem Zweiten Weltkrieg. Die Jahreszahlen kennzeichnen den Beginn der Planung bis zum Ende der Bautätigkeit.
- Denkmal für die jüdischen Opfer des Faschismus, Belgrad, 1951–52
- Gedenkfriedhof für die Opfer des Faschismus, Sremska Mitrovica, 1959–60
- Partisanen-Nekropole, Mostar, 1959–65
- Gedenkstätte für die KZ-Opfer, Jasenovac, 1959–66
- Gedenkfriedhof für die exekutierten Geiseln, Slobodište, 1960–65
- Partisanen-Nekropole, Prilep, 1961
- Gedenkfriedhof, Leskovac, 1971
- Mahnmal, Bela Crkva, 1971
- Symbolischer Gedenkfriedhof, Knjaževac, 1971
- Mahnmal, Kosovska Mitrovica, 1973
- Partis-Altar, Labin, 1974
- Nekropole für die Opfer des Faschismus, Novi Travnik, 1972–75
- Denkmal für die gefallenen Kämpfer der Revolution, Vlasotince (bei Leskovac), 1975
- Freiheitsdenkmal, Berane, 1977
- Denkmalpark Dudik, Vukovar, 1980
- Denkmalpark Kampf und Sieg, Čačak, 1980
- Garavice-Gedenkpark für die Opfer des Faschismus bei Bihać, 1981
- Denkmalpark Popina, bei Vrnjačka Banja, 1981

## Essays
Auf Deutsch sind von Bogdan Bogdanović die folgenden Essaysammlungen erschienen:
- Die Stadt und der Tod. Wieser Verlag, Klagenfurt – Salzburg 1993, ISBN 3-85129-090-9
- Der verdammte Baumeister: Erinnerungen. Zsolnay Verlag, Wien 1997/2002, ISBN 3-552-04846-4
- Die Stadt und die Zukunft, Wieser Verlag, Klagenfurt – Salzburg 1997, ISBN 3-85129-201-4
- Vom Glück in den Städten. Mit 25 Skizzen des Autors. Aus dem Serbischen von Barbara Antkowiak, Zsolnay, Wien 2002, ISBN 3-552-05178-3.
- Die grüne Schachtel: Buch der Träume. Zsolnay Verlag, Wien 2007, ISBN 3-552-05394-8
- Architektur der Erinnerung. Wieser Verlag, Klagenfurt 1994, ISBN 3-85129-130-1
- Memoria und Utopie in Tito-Jugoslawien, Wieser Verlag 2009, ISBN 978-3-85129-834-5

## Ausstellungen
- 2009: Architekturzentrum Wien[3][4]

## Auszeichnungen
- Goldene Oktobermedaille der Stadt Belgrad, 1966
- Menção honrosa (Ehrung bei der Biennale von São Paulo), 1973
- Herder-Preis, 1997
- Österreichisches Ehrenkreuz für Wissenschaft und Kunst I. Klasse, 2002
- Goldenes Ehrenzeichen für Verdienste um das Land Wien, 2003

## Film
In dem im Jahr 2008 fertiggestellten Dokumentarfilm Architektur der Erinnerung: Die Denkmäler des Bogdan Bogdanović des österreichischen Stadtplaners Reinhard Seiß werden Bogdan Bogdanović und vor allem sein denkmalkünstlerisches Werk umfassend dargestellt.